# Tomasz Mudlaff
Tomasz Mudlaff (né le 16 juillet 1995) est un athlète polonais, spécialiste du sprint et du relais.
Il remporte le titre de champion d'Europe juniors du relais 4 x 100 m à Rieti le 21 juillet 2013.
Son record sur 100 m est de 10 s 78, son club est le LKS Ziemi Puckiej Puck où il est entraîné par Teresa Jaskułka.